# Phaeostigma noane
Phaeostigma noane är en halssländeart som först beskrevs av H. Aspöck och U. Aspöck 1966.  Phaeostigma noane ingår i släktet Phaeostigma och familjen ormhalssländor. Inga underarter finns listade i Catalogue of Life.